# Kin (film)
Kin è un film del 2018 diretto da Jonathan e Josh Baker.
La pellicola è basata sul cortometraggio del 2014 Bag Man sempre di Jonathan e Josh Baker.

## Trama
Il quattordicenne Elijah "Eli" Solinski vive a Detroit con il padre adottivo, il severo Harold "Hal", vedovo. Mentre cerca di vendere cavi in rame in un edificio abbandonato, Eli scopre le conseguenze di una scaramuccia, con cadaveri corazzati e armi ad alta tecnologia sparse qua e là. Raccoglie una strana arma, ma la lascia cadere e fugge dopo che si è attivata meccanicamente. Quella sera, il fratello maggiore di Eli, James "Jimmy", il figlio biologico di Hal, torna a casa con dispiacere di Hal. Eli sogna l'arma e sgattaiola fuori per recuperarla. Tornando furtivamente a casa, sente per caso Hal e Jimmy litigare. Jimmy deve 60.000 dollari come denaro di protezione a Taylor Balik, un signore del crimine locale, e chiede ad Hal di aiutarlo a rubare i soldi dal datore di lavoro di Hal. Hal rifiuta e caccia Jimmy fuori di casa. La notte successiva, Hal sorprende Jimmy e Taylor a fare irruzione nella cassaforte del suo ufficio. Hal non è disposto ad andarsene, di conseguenza spinge Taylor a sparare e ucciderlo. Jimmy uccide il fratello di Taylor, Dutch, nella rissa che ne segue e fugge con i soldi. Jimmy convince Eli che Hal è bloccato per un'emergenza di lavoro e vuole incontrarli al Lago Tahoe. Eli impacchetta segretamente l'arma e se ne vanno pochi istanti prima che Taylor e la sua banda arrivino per saccheggiare la casa. Taylor giura di uccidere Jimmy, così come Eli per vendicare la morte di suo fratello.
I due si legano come fratelli durante il viaggio. Jimmy porta Eli in uno strip club, dove entrambi i fratelli fanno amicizia con una delle spogliarelliste, Milly. Quando Jimmy, ubriaco fradicio, cerca di ballare sul palco con Milly, il proprietario del locale, Lee, porta i suoi uomini a picchiare Jimmy finché Eli non brandisce l'arma. Sorpreso, Eli spara di riflesso, distruggendo un tavolo da biliardo. I fratelli fuggono e Milly si unisce spontaneamente a loro. Due figure mascherate e corazzate rilevano l'uso dell'arma e la seguono sulle motociclette. Jimmy si rende conto di aver lasciato il sacco di soldi allo strip club. Milly conduce i fratelli al tavolo da gioco di Lee, dove gli recuperano i soldi sotto la minaccia delle armi. Il trio ottiene una stanza in un casinò del Nevada. Milly discute del suo passato con Eli durante il viaggio; ha lasciato i suoi genitori violenti da adolescente e non è riuscita a stabilire relazioni personali durature. L'omicidio di Hal è segnalato a livello nazionale su tutti i telegiornali, cosa che Eli vede. La polizia identifica Eli e Jimmy come sospetti e li arresta. Milly osserva dalla folla ed Eli fa segno con la sua approvazione che li lasci. Jimmy viene incarcerato ed Eli lo rimprovera.
Taylor e la sua banda travolgono la stazione di polizia della contea, massacrando tutti gli ufficiali. Prima di essere giustiziato, un ufficiale ferito aiuta Eli a recuperare l'arma dal deposito delle prove. Eli uccide la maggior parte degli uomini di Taylor, salvando Jimmy. Mentre Eli e Jimmy si preparano ad arrendersi all'FBI, Taylor appare e spara a Jimmy. I due inseguitori corazzati arrivano e bloccano il tempo per tutti tranne Eli e se stessi. Le figure si smascherano per rivelare che sono un uomo e una donna. L'uomo spiega che Eli viene in realtà dal loro mondo, che è in guerra. Eli è stato nascosto in questo mondo per la sua sicurezza finché non sarà abbastanza grande per aiutare. L'uomo dice a Eli di stare con suo fratello rivelandogli infine di essere il suo fratello biologico con sua somma sorpresa. L'uomo stringe la mano ad Eli salutandolo, incoraggiandolo che per quanto possa sembrare di essere soli, non lo saranno mai. Nella mano di Eli, compare un triangolo rosso, che si rivela un trasmettitore che permetterà al fratello di trovarlo sempre. La donna, dopo aver aperto un portale, reindirizza il proiettile di Taylor e i due se ne vanno con l'arma. Il tempo riprende e Taylor viene ucciso dal suo stesso proiettile. I fratelli vengono presi in custodia. L'agente Morgan Hunter dice a Eli che Jimmy andrà in prigione ma forse non per molto se collabora. Lei accetta tacitamente che Jimmy abbia coperto Eli, che non discuterà dell'arma. Milly arriva e saluta Eli. In quel momento, il triangolo luminoso compare sulla mano di Eli.

## Produzione

### Sviluppo
Nel settembre 2016 la Lionsgate acquista i diritti del film al Toronto International Film Festival per 30 milioni di dollari.

### Riprese
Le riprese del film sono incominciate il 24 ottobre 2016 a Toronto.

## Distribuzione
La pellicola è stata distribuita nelle sale cinematografiche statunitensi a partire dal 31 agosto 2018 mentre in Italia dal 15 agosto 2019.

## Accoglienza

### Incassi
Il film ha incassato 5,7 milioni di dollari nel Nord America e 4,3 milioni nel resto del mondo, per un totale di 10 milioni di dollari.

### Critica
Sull'aggregatore Rotten Tomatoes il film riceve il 33% delle recensioni professionali positive, con un voto medio di 4,95 su 10 basato su 85 critiche, mentre sui Metacritic ottiene un punteggio di 35 su 100 basato su 20 critiche.

## Riconoscimenti
- 2019 - Saturn Award
  - Candidatura per la miglior release home video